# Ивандаев, Иван Васильевич
Иван Васильевич Ивандаев (24 июня 1902, д. Абакано-Заводская, Минусинский уезд, Енисейская губерния, Российская империя — 15 марта 1954, Алма-Ата, Казахская ССР, СССР) — советский хозяйственный, государственный и партийный деятель.

## Биография
Родился 24 июня 1902 в деревне Абакано-Заводская Минусинского уезда Енисейской губернии Российской империи (ныне город Абаза в составе Республики Хакасия России).

### Образование
В 1934 окончил Сибирскую сельскохозяйственную академию.

### Трудовая деятельность
С 1923 — на хозяйственной, общественной и политической работе. В 1923—1952 гг. — председатель Абазинского промышленного Совета, председатель Исполнительного комитета Таштыпского, Чарковского районного Совета, ответственный секретарь Аскизского районного комитета ВКП(б), в РККА, заместитель начальника, секретарь, начальник комитета Управления Народного комиссариата совхозов Казахской ССР, 1-й секретарь Алма-Атинского сельского районного комитета КП(б) Казахстана, в РККА, заместитель народного комиссара государственного контроля Казахской ССР, 1-й секретарь Павлодарского областного комитета КП(б) Казахстана, министр совхозов Казахской ССР.
Избирался депутатом Верховного Совета Казахской ССР II—III созывов.
Умер 15 марта 1954, похоронен на Центральном кладбище Алма-Аты.

## Награды
- Орден Трудового Красного Знамени (05.11.1940) — «в связи с 20-летним юбилеем Казахской ССР, за достижения в развитии промышленности, сельского хозяйства, науки и искусства»